# Гола (Опольське воєводство)
Гола (пол. Goła, нім. Gohle) — село в Польщі, у гміні Гожув-Шльонський Олеського повіту Опольського воєводства.
Населення — 223 особи (2011).
У 1975—1998 роках село належало до Ченстоховського воєводства.

## Демографія
Демографічна структура станом на 31 березня 2011 року:
|          | Загалом | Допрацездатний вік | Працездатний вік | Постпрацездатний вік |
| -------- | ------- | ------------------ | ---------------- | -------------------- |
| Чоловіки | 104     | 22                 | 73               | 9                    |
| Жінки    | 119     | 17                 | 75               | 27                   |
| Разом    | 223     | 39                 | 148              | 36                   |